# Rathaus Torgelow
Das Rathaus Torgelow in Torgelow (Mecklenburg-Vorpommern), Bahnhofstraße 2, Ecke Ueckerpassage und an der Uecker, befindet sich in mehreren Gebäuden von 1890 und 1996.
Ein Gebäude des Rathauses steht unter Denkmalschutz.

## Geschichte
Die Stadt Torgelow mit 8972 Einwohnern (2020) wurde 1281 als castrow Torgelowe erstmals erwähnt.
1631 entstand gegenüber dem Schloss Torgelow ein erster Amtssitz für den Dorfschulzen. Die Siedlung wurde im Dreißigjährigen Krieg zerstört. Nach der 1661 begonnenen Neubesiedlung Torgelows durch die Schweden hatte der Schulze Daniel Tyden ab 1668 seinen Wohn- und Amtssitz in einem Blockhaus links der Uecker. Hier steht das heutige Rathaus. 1765 entstand ein neuer Amtssitz; heute ist hier das Rathausfoyer. Zuletzt diente dieses Haus bis 1928 einer Knabenschule.
Das zweigeschossige verputzte historisierende ehemalige Gemeindehaus und Feuerwehrdepot von 1890 mit einem dreigeschossigen Zwerchgiebel ist heute Teil des Rathauskomplexes. Im Rahmen der Städtebauförderung wurde das Haus bis 1996 saniert.
Angrenzend hat beidseitig ein privater Investor bis 1996 Neubauten errichtet, die teilweise von der Stadtverwaltung angemietet wurden. Im dreigeschossigen Neubau mit einem dominanten Giebelrisalit mit einer Uhr befindet sich der Haupteingang zum Rathaus.
Das Rathaus ist auch der Verwaltungssitz des Amtes Torgelow-Ferdinandshof, das für sechs Gemeinden und die Stadt Torgelow zuständig ist. In den Gebäuden befinden sich u. a. Bürgermeister, Kämmerei, Innere Verwaltung, Bildung, Soziales, Ordnungsamt und Bauamt (Stand 2021).
In dem zwei- und dreigeschossigen Baukomplex in einer U-Form an der Uecker befinden sich zudem mehrere Läden, Büros, Wohnungen, die Deutsche Bank und zwei Gaststätten.